# Ali Al-Wehaibi
Ali Al-Wehaibi (en árabe: علي أحمد علي محمد الوهيبي‎; Emiratos Árabes Unidos, 27 de octubre de 1983) es un exfutbolista de los Emiratos Árabes Unidos que jugaba en la posición de centrocampista.

## Carrera

### Club
Jugó toda su carrera con el Al-Ain FC de 2001 a 2017, equipo con el que anotó 31 goles en 195 partidos, ganó tres títulos de liga, ocho copas nacionales, la Liga de Campeones de la AFC 2002-03 y fue goleador de la Copa Presidente de Emiratos Árabes Unidos en 2006.

### Selección nacional
Jugó para Emiratos Árabes Unidos en 46 ocasiones de 2003 a 2013 y anotó cuatro goles; participó en la Copa Asiática 2011.

## Logros

### Club
- UAE Pro League: 2002/2003, 2003/2004, 2011/2012
- UAE President's Cup: 2004/2005, 2005/2006, 2008/2009
- UAE FA Cup: 2004/2005, 2005/2006
- AFC Champions League: 2002–03
- UAE Super Cup 2002/2003, 2009/2010
- Etisalat Emirates Cup 2008/2009

### Individual
- Goleador de la Copa Presidente en 2005/2006.